# Río Bagán (Rusia)
El río Bagán se encuentra en el óblast de Novosibirsk, en el centro-sur de Rusia, en el distrito federal de Siberia. Tiene una longitud de 364 km y un área de captación de 10.700 km². Fluye por una zona llana y pantanosa, llena de lagos en los que a veces desaparece. Se alimenta de la nieve. En el último tramo hay un conglomerado de lagos que han sido catalogados como sitio Ramsar número 681, con una extensión de 268,8 km². El río acaba por desaparecer en el lago Ivanovskoye. En origen tiene varios brazos que proceden de numerosos lagos al norte y al oeste.
Pasa cerca de las siguientes localidades: Ozerki 6th, Inder, Bagán, Dovolnoye, Volchanka, Druzhny, Novogornostalevo, Barlakul, Kukarka, Pokrovka, Paletskoye y Bagán, entre otros asentamientos. La ciudad de Bagán, que le da nombre, tiene 551 habitantes y es la capital del distrito de Bagansky.

## Sitio Ramsar del curso inferior del Bagán
El sitio Ramsar (54°09′N 78°22′E) se crea en 1994 con una extensión de 268,8 km². Está formado por una serie de lagos y meandros muertos que siguen el río Bagán. La salinidad y el nivel de los lagos varía según la época. La vegetación es de zona esteparia con praderas de gramíneas, comunidades halófitas, carrizos e islas flotantes. La zona alberga amplias poblaciones de aves acuáticas que nidifican y están de paso. Las migratorias incluyen unos 6000 ánades reales, de 10.000 a 12.000 patos, hasta 15.000 fochas comunes, de 10.000 a 15.000 limícolas y hasta 40.000 gaviotas. La actividad humana incluye pastoreo y recolección, trampeo, caza de aves acuáticas y pesca.